# Kaliopate Tavola
Kaliopate Tavola, né le 10 octobre 1946 sur l'île de Dravuni (en), est un économiste, diplomate et homme politique fidjien.

## Biographie
Issu d'une communauté autochtone de l'archipel de Kadavu dans ce qui est alors la colonie britannique des Fidji, il obtient en 1972, deux ans après l'indépendance des Fidji, un diplôme de licence en agronomie à l'université Massey en Nouvelle-Zélande. En 1979 il obtient un Master en économie du développement agricole à l'Université nationale australienne. Il est employé au ministère fidjien de l'Agriculture, dont il devient le principal conseiller économique. De 1984 à 1988 il est conseiller commercial au haut commissariat (ambassade) fidjien à Londres, et préside le conseil du Bureau du Commonwealth pour l'Agriculture. De 1988 à 1998 il est le chef de la mission permanente fidjienne auprès de l'Union européenne à Bruxelles, et conjointement ambassadeur fidjien en Belgique, accrédité également auprès des Pays-Bas, du Luxembourg, de la France, de l'Italie, de l'Espagne, du Portugal et de la Grèce. Dans ce cadre, il est le porte-parole des pays insulaires, enclavés ou les moins développés dans le cadre des négociations entre les pays d'Afrique, Caraïbes et Pacifique et l'Union européenne en vue de la convention de Lomé IV. Il est également le négociateur pour l'accession des Fidji à l'Accord général sur les tarifs douaniers et le commerce (GATT) puis à l'Organisation mondiale du commerce,.
De 1998 à 2000 il est le vice-président de l'entreprise Fiji Sugar Marketing Co Ltd, l'entreprise fidjienne de gestion de la mercatique de l'exportation du sucre fidjien (la principale exportation du pays), avec laquelle il avait déjà travaillé dans le cadre de ses fonctions précédentes. En 2000, il accepte le poste de ministre des Affaires étrangères, du Commerce extérieur et du Sucre dans le gouvernement par intérim qui fait suite au coup d'État de 2000. La tâche lui revient ainsi de « normaliser les relations bilatérales et multilatérales des Fidji avec les gouvernements étrangers et les organisations internationales après le coup d'État », et notamment d'obtenir la réintégration des Fidji au Commonwealth des Nations. Pour conserver cette fonction, il rejoint le parti des Fidji unies (SDL ; droite nationaliste autochtone) du Premier ministre Laisenia Qarase et se présente avec succès dans la circonscription ouverte (non-ethnique) de Lami aux élections législatives de 2001. Il demeure ainsi ministre des Affaires étrangères et du Commerce extérieur durant la législature 2001-2006, et met en œuvre la politique du gouvernement Qarase d'approfondir les relations des Fidji avec l'Asie orientale, et notamment avec la Chine,,.
Il ne se représente pas aux élections de 2006 mais, le SDL ayant remporté ce scrutin, le Premier ministre Qarase le persuade d'accepter un siège au Sénat afin de le reconduire à son ministère. Le coup d'État militaire de décembre 2006 renverse le gouvernement Qarase, et Kaliopate Tavola devient alors consultant en matières de commerce international et de développement agricole, travaillant entre autres pour le gouvernement de Nauru, pour Australian Aid (en), pour le secrétariat du Forum des îles du Pacifique, pour des entreprises privées ou encore pour le ministère fidjien des Affaires étrangères,. En juin 2013 il est nommé représentant du Groupe mélanésien Fer de lance auprès des instances internationales, avec un mandat de deux ans.
En novembre 2014 il est décoré officier de l'ordre des Fidji (en) par le président de la République Ratu Epeli Nailatikau pour services rendus à la nation,. En 2016 il organise avec sa fille Ema une exposition sur la transmission culturelle des savoirs sur Dravuni au Musée maritime de la Nouvelle-Zélande. Il prend sa retraite en 2016, mais maintient activement un blog sur l'histoire et la culture de son île natale.